# Нойвирт, Михал
Ми́хал Но́йвирт (чеш. Michal Neuvirth; 23 марта 1988, Усти-над-Лабем, Чехословакия) — чешский хоккеист, вратарь. Последним его клубом была «Спарта Прага».

## Карьера
Начал выступать за молодёжную команду пражской «Спарты». На драфте НХЛ 2006 года был выбран в 2 раунде под общим 34 номером командой «Вашингтон Кэпиталз». Прошёл все этапы юниорского хоккея, вплоть до попадания в НХЛ.
5 марта 2014 года «Вашингтон» обменял Нойвирта и защитника Ростислава Клеслу в «Баффало Сейбрз» на выбор в третьем раунде драфта 2015 года и вратаря Ярослава Галака.
2 марта 2015 года Нойвирт был обменян в «Нью-Йорк Айлендерс» на Чэда Джонсона и третий раунд драфта.
1 июля 2015 года Нойвирт подписал двухлетний контракт в качестве свободного агента с «Филадельфия Флайерз». 1 апреля 2017 года на 7:37 мин. первого периода игры против «Нью-Джерси Девилз» Нойвирт внезапно рухнул на лёд. Его увезли с площадки на носилках и доставили в ближайшую больницу. «Флайерз» объявили, что на следующий день он был выписан из больницы, а все тесты были нормальными. После окончания сезона 2018/19 Нойвирт покинул «Филадельфию» по окончании контракта. В предсезонных матчах он пытался получить место 2-го вратаря в «Торонто Мейпл Лифс», но из-за проблем со здоровьем у него это не получилось.
В начале 2020 года подписал контракт с клубом Чешской экстралиги «Спарта». Но из-за хронических травм, Нойвирт так и не сыграл за пражский клуб.

## Карьера в сборной
В 2005 году выступил в составе юниорской сборной Чехии на турнире World Hockey Challenge (среди команд до 17 лет), сыграл на турнире в 5 матчах. В 2006 году играл за юниорскую сборную Чехии на чемпионате мира (до 18 лет), провёл 6 матчей и стал бронзовым призером соревнований. В 2008 году получил вызов в молодёжную сборную Чехии на чемпионат мира (до 20 лет), на котором провёл 4 матча. За основную сборную Чехии на крупных турнирах дебютировал на кубке мира 2016 года.

## Достижения
| Год  | Команда        | Достижение                             | Достижение |
| ---- | -------------- | -------------------------------------- | ---------- |
| 2007 | Плимут Уэйлерз | Обладатель Кубка Джей Росса Робертсона |            |

| Год        | Команда     | Достижение                   | Достижение |
| ---------- | ----------- | ---------------------------- | ---------- |
| 2009, 2010 | Херши Беарс | Обладатель Кубка Колдера (2) |            |

| Год  | Команда        | Достижение                                  | Достижение |
| ---- | -------------- | ------------------------------------------- | ---------- |
| 2006 | Чехия (юниор.) | Бронзовый призёр Юниорского чемпионата мира |            |

| Год  | Команда        | Достижение                                    | Достижение |
| ---- | -------------- | --------------------------------------------- | ---------- |
| 2007 | Плимут Уэйлерз | Лучший процент отраженных бросков OHL         |            |
| 2007 | Плимут Уэйлерз | Лучший коэффициент надежности OHL             |            |
| 2007 | Плимут Уэйлерз | Обладатель «Эф-Дабл-Ю "Динти" Мур Трофи»      |            |
| 2007 | Плимут Уэйлерз | Обладатель «Дэйв Пинкни Трофи»                |            |
| 2007 | Плимут Уэйлерз | Попадание во вторую Сборную молодых звёзд OHL |            |
| 2007 | Плимут Уэйлерз | Попадание во вторую Сборную всех звёзд OHL    |            |

| Год  | Команда                 | Достижение                | Достижение |
| ---- | ----------------------- | ------------------------- | ---------- |
| 2009 | Саут Каролина Стингрейс | Участник Матча всех звёзд |            |

| Год  | Команда     | Достижение                            | Достижение |
| ---- | ----------- | ------------------------------------- | ---------- |
| 2009 | Херши Беарс | Обладатель «Джэк Эй Баттерфилд Трофи» |            |

## Личная жизнь
Нойвирт женат на Каролине Гудасовой, сестре своего бывшего одноклубника по «Филадельфии» Радко Гудаса. 11 сентября 2017 года у них родилась дочь Эмилия.